# Odonatologica
Odonatologica – holenderskie, anglojęzyczne, recenzowane czasopismo naukowe publikujące w zakresie odonatologii.
Czasopismo to wydawane jest przez Societas Internationalis Odonatologica. Ukazuje się od 1996 roku. Wychodzi dwa razy do roku: w czerwcu i grudniu. Publikuje artykuły dotyczące ważek.
W 2017 roku jego wskaźnik cytowań według Journal Citation Reports wyniósł 0,718, a według Scimago Journal & Country Rank wyniósł 0,373 co dawało mu 77. miejsce wśród czasopism poświęconych naukom o owadach.